# Sierola berryae
Sierola berryae – gatunek błonkówki z rodziny płaszczykowatych i podrodziny Bethylinae.
Gatunek ten został opisany w 2013 roku przez Darrena Francisa Warda. Epitet gatunkowy nadano na cześć kurator Jocelyn Berry.
Samice mają ciało długości od 4 do 4,2 mm przy długości przedniego skrzydła od 2,5 do 2,6 mm. U samca długość ciała wynosi 3,2 mm, a przedniego skrzydła 2,5 mm. Głowa jest czarna z brązowymi czułkami, silnym kilem na nadustku i tęgimi, u samicy czarnymi lub ciemnobrązowymi, a u samca ku wierzchołkom rozjaśnionymi żuwaczkami. Mezosoma jest czarna, pozbawiona notauli. Odnóża mają brązowe biodra i uda oraz nieco jaśniejsze golenie i stopy. Przednie skrzydła odznaczają się sektorem radialnym dochodzącym do komórki dyskowej pośrodku jej długości.  Gładka i błyszcząca metasoma ma barwę ciemnobrązową do czarnej.
Owad endemiczny dla Nowej Zelandii, znany z Wyspy Północnej i Południowej.